# 古高松
古高松（ふるたかまつ）は香川県高松市東部にある一地区で、高松市役所古高松出張所の管内。春日町、新田町、高松町の3町からなる。かつては全域が「木田郡古高松村」（ふるたかまつむら）として存在し、1940年（昭和15年）2月11日に高松市に編入された。
隣接する屋島地区の潟元駅周辺地区を中心として屋島地区と一体化し、8つある高松都市圏の地域拠点の1つを形成する。

## 地理
地区は高松市北東部に位置し、屋島（屋島地区）の内陸に位置する。人口は2010年時点で2万1188人（男1万144人/女1万1044人）で、世帯数は8859世帯である。面積は12.83km2と、昭和期に高松市と合併した地区としては広い面積を持つ。人口密度は1平方キロメートルあたり1668.9人。高松市中心部とは独立した拠点性のある市街地を有するが、都市としては高松市中心部と連続したベッドタウンとしての性格がある。

### 地形
全域が高松平野の一部であるが、地区の南東側には標高280.1mの前田山、そこから北東に向かって100m - 200m級の山が連続しており、高松平野はここで終了する。また香川県道272号高松志度線によってそれらの山を越え牟礼地区を経由することにより、交通量の多い国道11号を迂回してさぬき市志度地区へ抜けることが出来る。
地区の北は相引川を隔てて屋島地区に面しており、連続した市街地を形成している。地区の西端には春日川、その東側には新川が流れており、それらに挟まれた三角州に当たる一帯が春日町である。ここは周辺に比べて土地が低いため、特に高潮など水害の被害を受けやすい一帯でもある。
香川県の典型的な平野の特徴として、この地区でも平野部及び前田山山麓に沿うように渇水対策のため池が多数存在する。
- 山：前田山（標高280.1m）
- 川：新川、春日川、相引川
- 湖沼：尾池、菱の池、谷池、長尾池、小山池、新池、鮫池、久米池

### 屋島の景観

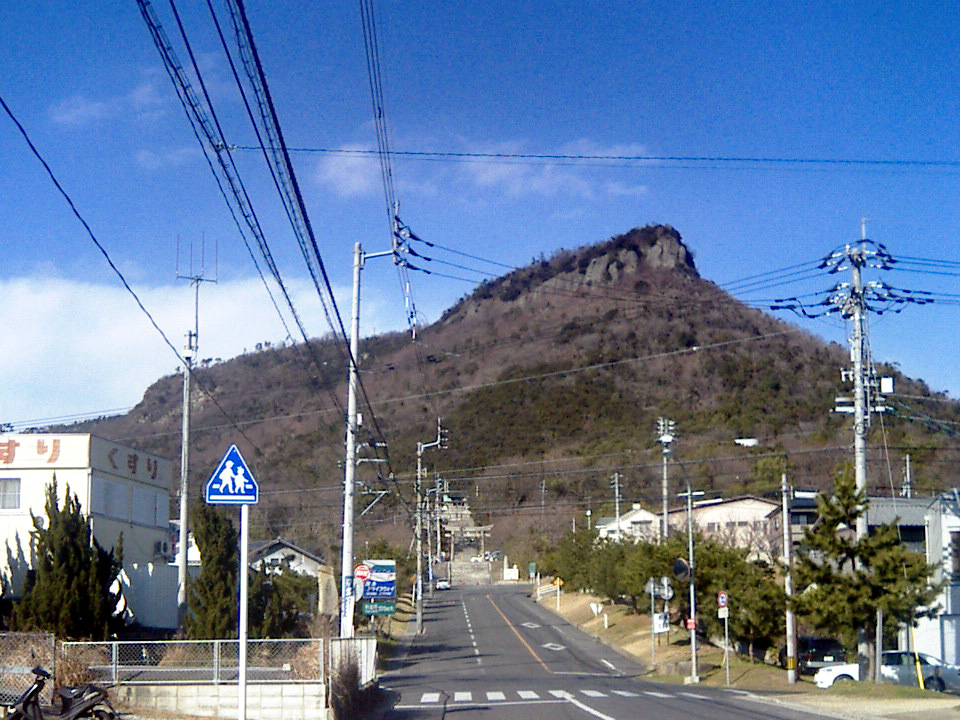
麓から見た屋島

高松市のシンボルである屋島は南北に細長く、日常的に高松市民は山の上が平たい屋根のような形を見慣れている。しかし、屋島の麓である屋島地区やお膝元であるこの古高松地区からは、細長い屋島の断面を見るような構図になるため、平べったいとか細長い印象はほとんど無い。また、地区から見える屋島の南端は頂上付近の崖がむき出しになっており、地区民が日常的に見る屋島の景観は大多数の高松市民のそれとは大きく異なっている。

### 人口
| \| 2002年（平成14年） \| 20,696人 \| \| \| 2003年（平成15年） \| 20,528人 \| \| \| 2004年（平成16年） \| 20,440人 \| \| \| 2005年（平成17年） \| 20,582人 \| \| \| 2006年（平成18年） \| 20,936人 \| \| \| 2007年（平成19年） \| 21,066人 \| \| \| 2008年（平成20年） \| 21,108人 \| \| \| 2009年（平成21年） \| 21,156人 \| \| \| 2010年（平成22年） \| 21,188人 \| \| |          |  |
| 高松市 / 登録人口（10月1日時点） |          |  |
| 2002年（平成14年） | 20,696人 |  |
| 2003年（平成15年） | 20,528人 |  |
| 2004年（平成16年） | 20,440人 |  |
| 2005年（平成17年） | 20,582人 |  |
| 2006年（平成18年） | 20,936人 |  |
| 2007年（平成19年） | 21,066人 |  |
| 2008年（平成20年） | 21,108人 |  |
| 2009年（平成21年） | 21,156人 |  |
| 2010年（平成22年） | 21,188人 |  |

### 高松市古高松出張所管内
- 春日町 761-0101
- 新田町甲 761-0102
- 新田町乙 761-0103
- 高松町 761-0104

## 歴史
この地区は古くから港町として開けた地域であり、地区名は現在に至る市名「高松」の起こりである。高松市編入以降はJR屋島駅を中心として高松市中心部への交通の便に恵まれていた為、地区内で住宅地や工場の造成が始まり、戦後にかけて高松市東部のベッドタウンとして人口が急増した。

### 年表
高松市編入以前は「古高松村」を参照
- 1940年（昭和15年）2月11日 - 木田郡古高松村が高松市に合併（高松市第4次合併）。
  - 旧大字の区域を継承した高松町、春日町、新田町の3町を設置。
  - 古高松尋常小学校が高松市立古高松尋常小学校に改称。
- 1956年（昭和31年）9月30日 - 高松市第5次合併に伴う市域拡大により「古高松出張所」開所。高松市古高松地区成立。
- 1969年（昭和44年）12月25日 - 国道11号高松北バイパス（現・国道11号本線）高松町 - 亀井町開通。
- 1980年（昭和55年）4月1日 - 高松市立古高松南小学校開校。古高松小学校から校区分割。

### 町名の変遷
| 実施後 | 実施年月日      | 実施前     |
| ------ | --------------- | ---------- |
| 高松町 | 昭和15年2月11日 | 大字古高松 |
| 春日町 | 昭和15年2月11日 | 大字春日   |
| 新田町 | 昭和15年2月11日 | 大字新田   |

### 住宅地
高松町北部に商店、住宅が密集した市街地を形成しており、東部の山沿いの高台には住宅地が開発されている。
新田町と春日町のいずれも北部は農業地帯の中に郊外型小売店のほか新興住宅地が立地している。

## 経済
高松市の平均と比較して第一次産業（-1.0%）及び第三次産業従事者（-1.5%）の割合が低く、第二次産業従事者（+2.5%）の割合が高くなっている。

### 第一次産業
- 就業者数：244人、構成比：2.5%（2005年国勢調査）[3]

地区内には南部と西部を中心に多くの農地が存在し、主に稲作を中心とした農業が行われている。地区南部は多くが農業地帯として水田が広がっている。

### 第二次産業
- 就業者数：2130人、構成比：21.9%（2005年国勢調査）[3]

高松市中心部に近いことや、その割には郊外地域のため土地が確保しやすいことから多くの企業の事業拠点や生産拠点が位置している。新田町と春日町のいずれも北部は工場などが立地している。
一体化した屋島地区と共に高松都市圏拠点市街地の一つであるため、高松市及び香川県を拠点とする企業の事業所が多く置かれているが、知名度の高さからその多くは屋島支店や屋島営業所など「屋島」を名乗っていることが多い。
主な企業
- タダノ本社
- 西武食品本社

### 第三次産業
- 就業者数：7366人、構成比：75.6%（2005年国勢調査）[3]

地区民の消費行動は隣の屋島地区にある「パワーシティー屋島」を核に、高松町など地区北部ではマルナカ屋島店、南部では新田店にそれぞれ流れている。いずれもマルナカ系であり、マルナカが多くのシェアを握っている。
旧国道11号（香川県道155号牟礼中新線）沿いに古い商店や中小の小売店が密集しており、その後北側に現在の国道11号が高松北バイパスとして整備された時には沿線にロードサイド店が多数出店した。
その後春日町にさぬき東街道（香川県道10号高松長尾大内線バイパス）開通した以後はその沿線に郊外型の量販店などが多く出店している。
主な商業施設
- マルナカ屋島店[4]・新田店
- エディオン高松春日店
- ヤマダデンキ家電住まいる館YAMADA高松春日本店

主な企業
- STNet本社
- 屋島自動車学校
- 百十四銀行八栗支店（・同庵治出張所・古高松支店[5]）
- 香川銀行屋島支店（・屋島支店源平通出張所[6]・潟元支店[7]）
- 中国銀行高松東支店[8]
- 香川県農業協同組合古高松支店[9]
- 高松信用金庫屋島支店
- モリタエコノス四国支店
- TMKホールディングス本社[10]

## 教育
地区内の小学校は古高松小学校と古高松南小学校が存在し、2校で地区内全域をカバーしている。かつては古高松小学校1校のみであったが、人口増加に伴い新設された古高松南小学校へ校区の一部が分割され、古高松小学校の校区は南部の住宅団地を除く高松町のみとなった。そのほか古高松南小学校区には地区内以外にも前田地区内の夕陽ヶ丘団地も含まれている。
中学校は地区内の小学校2校がそのまま古高松中学校1校に合流しているため、1校で地区内全域をカバーしている。現在の古高松中学校は2代目で、初代古高松中学校は1954年に屋島地区内にある屋島中学校に統合され、1984年に再分離された。
高等学校は現在はないが、1971年までは香川県立木田高等学校（現・香川県立高松東高等学校）の古高松分校があった。
地区内に存在する高松大学、高松短期大学、高松東幼稚園はいずれも学校法人四国高松学園の運営するグループ校で、全校とも春日町の春日川のほとりに位置している。
大学
- 高松大学

短期大学
- 高松短期大学

小学校・中学校
- 高松市立古高松小学校
- 高松市立古高松南小学校
- 高松市立古高松中学校

| 小学校         | 中学校       | 町名 |
| -------------- | ------------ | --- |
| 古高松小学校   | 古高松中学校 | 高松町（古高松南小学校区を除く） |
| 古高松南小学校 | 古高松中学校 | 春日町、新田町、高松町861番地、863番地2、870番地、871番地、873番地、876番地、877番地、879番地、880番地、883番地、884番地（1～4を除く）、前田西町758番地～760番地、762番地（762番地1を除く）、763番地2 |

幼稚園・保育所
- 高松市立古高松保育所
- 高松市立春日幼稚園
- 私立高松東幼稚園
- 私立つくし幼稚園
- 私立新田幼稚園
- 私立春日保育園

## 行政

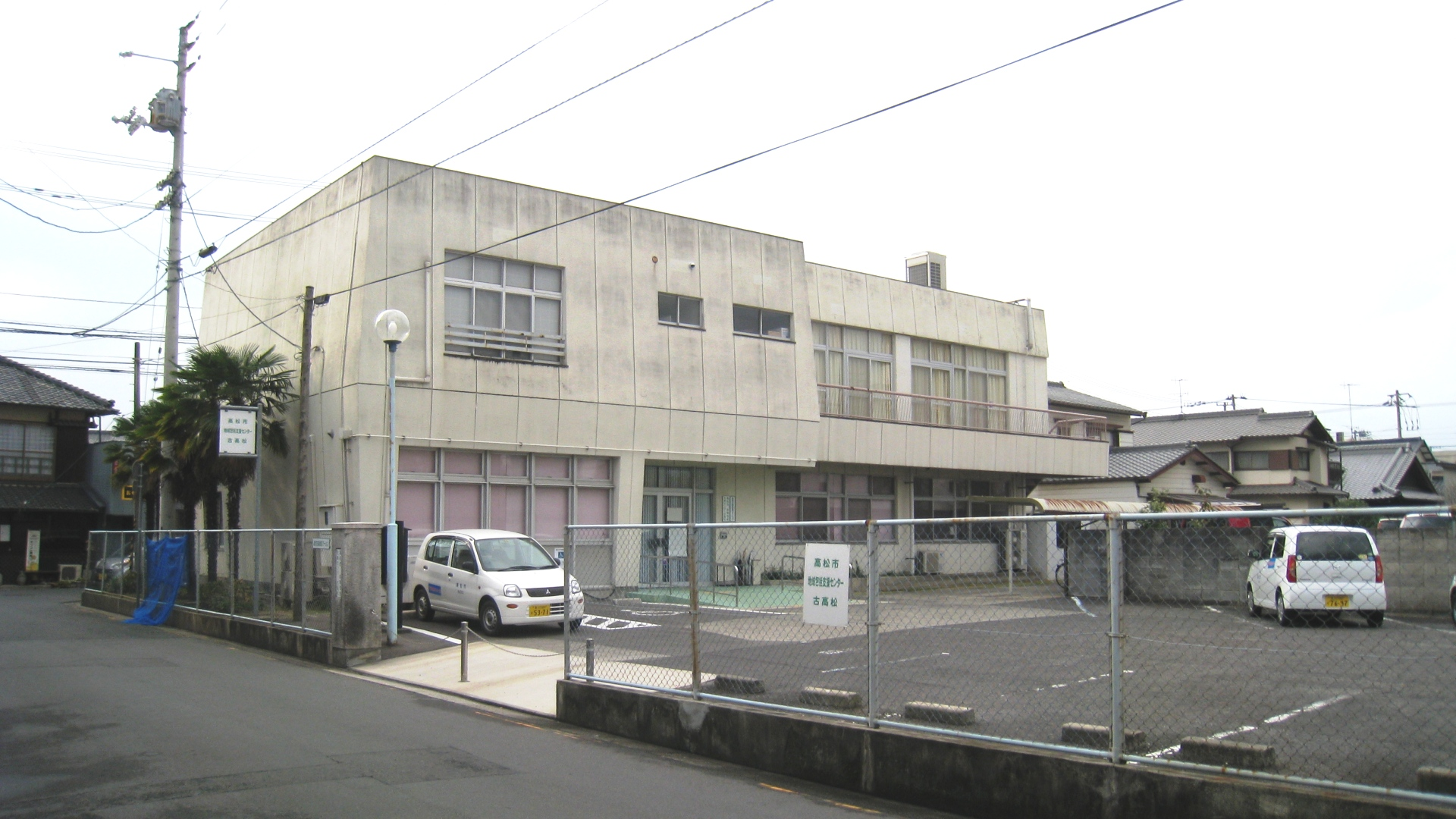
旧高松市古高松出張所。現・高松市地域包括支援センター古高松

この地区の行政サービスの中心としては高松市古高松出張所があり各種住民サービスに対応している。またそこは地区北部の公民館も兼ねていて、古高松コミュニティセンターとして地域交流の中心となっている。また地区南部の公民館は古高松南コミュニティセンターが対応している。
主な行政施設
- 高松市古高松出張所
  - かつては高松町字斉田2582番地1に位置していた。旧出張所は現在、木太・古高松・屋島・前田・川添・林の各地区を管轄する「高松市地域包括支援センター古高松」として高齢者の日常生活に関する総合的な支援を行っている。
- 高松北警察署高松町交番
- 高松市東消防署
- 香川県動物管理指導所

## 生活
公共施設
- 古高松コミュニティセンター（公民館）
- 古高松南コミュニティセンター（公民館）
- 高松東郵便局
- 高松古高松郵便局
- 高松市立東部運動公園
- 菱の池公園

医療機関
- 国立病院機構高松医療センター（旧・国立療養所高松病院）

## 交通
公共交通機関はバスと鉄道2線（JR、ことでん）が利用可能で、ベッドタウンとして高松市郊外の地区の中では恵まれた環境にある。ただし、それは高松町北部の市街地周辺のみであり、春日町や新田町など南部では公共交通機関が脆弱で、加えて高台の住宅地は自動車の所有を前提としているため、自家用車での移動が中心となる。高松市中心部に向かうには地区中心部の場合は公共交通機関の利用の他、それ以外の地域でも自転車による通勤・通学も可能な距離である。しかし、高松市内の他の地区に向かうにはその地区の公共交通機関が脆弱な地区が多いため、やはり自家用車での移動が中心になる。

### 道路
地区の道路は国道11号以外はほとんどが狭く見通しの悪い生活道路である。加えて戦後高松市のベッドタウンとして人口が増加したことにより、そこがそのまま市街地化したため、朝夕のラッシュ時には幹線道路の自動車がその生活道路にまであふれるなど飽和状態となっている。
地区の中心部を旧国道11号である香川県道155号牟礼中新線が通り、この沿線に商店や住宅が密集している。この旧11号は中心部を形成するメインストリートで交通量も多いが、同時に古い道であるため対面通行であり歩道も狭い区間である。そのため北側に4車線道路の高松北バイパスが整備され交通の多くが移行したほか、自動車による来店を前提とした郊外型のロードサイド店が多く立地している。ただしこの道もラッシュ時には渋滞が多発する。
国道
- 国道11号（高松北バイパスとして整備されたが現在はこちらが本線）

主要地方道
- 香川県道10号高松長尾大内線（本線である長尾街道のバイパスさぬき東街道として整備された）
- 香川県道30号塩江屋島西線（新田街道）
- 香川県道36号高松牟礼線（地区内では全線が県道155号と重複している）

その他県道
- 香川県道150号屋島停車場屋島公園線
- 香川県道155号牟礼中新線（旧国道11号）
- 香川県道272号高松志度線

### 鉄道
中心部にJR屋島駅が位置し、北部の屋島地区との境界付近にことでん古高松駅位置する。また、ことでんの場合隣りの屋島地区にある琴電屋島駅も利用可能である。その他、地区の東端の牟礼地区との境付近には古高松南駅も存在する。
なお、前後の木太町駅、古高松南駅は共に待避線を持たない1面1線のホームであるため、待避線を持つJR屋島駅では普通列車による特急の通過待ちが非常に多い。
四国旅客鉄道（JR四国）
- 高徳線：屋島駅 - 古高松南駅

ことでん
- 志度線：古高松駅

### バス
全線がJR高松駅発ことでん瓦町駅経由で、高松医療センター・大学病院線は「馬場先」まで、庵治線は地区内では全区間が同じ香川県道155号牟礼中新線を路線としている。
ことでんバス
- 庵治線：春日川 - 角屋前
- 高松医療センター・大学病院線：春日川 - 久本

### 船舶
現在、古高松地区は海に面しておらず船舶による交通・物流は皆無であるが、現在でも屋島と本土を隔てている相引川一帯はかつて海であり、港町として船舶の往来があった。その後江戸時代に入ると塩田開発や干拓などで屋島、本土双方からの埋め立てが始まり、最終的に現在の相引川を残すような形になり船舶交通は衰退した。その名残で現在でも相引川には淡水と海水が混ざり合っていたり、字名に港であったことを示す「津ノ村」やそれにより渡ってきた渡来人がいたことを示す「帰来」などの地名が残っている。

## メディア

### 放送
ケーブルテレビ
- ケーブルメディア四国（高松ケーブルテレビ）

地上波テレビ放送
テレビ放送の場合は地区内の前田山に大規模送信所「高松局」があるため基本的にそこを受信する。しかし、アナログ放送において高台の住宅地では前田山直下であるため電波が強すぎて良好な受信が困難であり、前田山とは反対側の三豊市にある西讃岐中継局を受信する世帯が多い。西讃岐局までは高松平野と丸亀平野を越えて非常に距離があるが、高台での受信であるため障害物が少なく視聴可能な電界強度が得られる。その他何らかの理由で高松局が受信できない場合や、古い建物の場合は海を超えた岡山局を受信する。いずれにしてもデジタル放送ではある一定の受信レベルさえ確保すればゴースト障害やちらつきは起らないため、強電界域用のアンテナを用いるなどして高松局の受信が可能である。
| 局名                 | 局名                 | NHK高松 | NHK高松 | NHK岡山 | NHK岡山 | RNC  | KSB  | RSK  | OHK  | TSC  | 出力            | 偏波面 | 送信 場所 |
| 局名                 | 局名                 | 総合    | 教育    | 総合    | 教育    | RNC  | KSB  | RSK  | OHK  | TSC  | 出力            | 偏波面 | 送信 場所 |
| デジタルリモコン番号 | デジタルリモコン番号 | 1ch     | 2ch     | 1ch     | 2ch     | 4ch  | 5ch  | 6ch  | 8ch  | 7ch  | 出力            | 偏波面 | 送信 場所 |
| -------------------- | -------------------- | ------- | ------- | ------- | ------- | ---- | ---- | ---- | ---- | ---- | --------------- | ------ | --------- |
| 高松                 | デジタル             | 24ch    | 13ch    | -       | -       | 15ch | 17ch | 21ch | 27ch | 18ch | NHK1kW/民放500W | 水平   | 前田山    |
| 高松                 | アナログ             | 37ch    | 39ch    | -       | -       | 41ch | 33ch | 29ch | 31ch | 19ch | NHK10kW/民放5kW | 水平   | 前田山    |
| 西讃岐               | デジタル             | 24ch    | 13ch    | -       | -       | 15ch | 17ch | 21ch | 28ch | 18ch | 100W            | 水平   | 大麻山    |
| 西讃岐               | アナログ             | 44ch    | 40ch    | -       | -       | 50ch | 42ch | 48ch | 52ch | 46ch | 3kW             | 水平   | 大麻山    |
| 岡山 (北讃岐)        | デジタル             | (24ch)  | (13ch)  | 32ch    | 45ch    | 20ch | 30ch | 21ch | 27ch | 18ch | 2kW(200W)       | 水平   | 金甲山    |
| 岡山 (北讃岐)        | アナログ             | -       | -       | 5ch     | 3ch     | 9ch  | 25ch | 11ch | 35ch | 23ch | V10kW/U20kW     | 水平   | 金甲山    |

| AMラジオ放送 - NHK高松第1放送：1368kHz（高松局 出力5kW） - NHK高松第2放送：1035kHz（高松局 出力1kW） - 西日本放送ラジオ：1449kHz（高松局 出力5kW） | FMラジオ放送 - NHK高松FM放送：86.0MHz（高松局 出力1kW） - FM香川：78.6MHz（高松局 出力1kW） - FM高松：81.5kHz（コミュニティ放送 出力20W） |

県外波
| - NHK岡山第1放送：603kHz（岡山局 出力5kW） - NHK岡山第2放送：1386kHz（岡山局 出力5kW） - RSKラジオ：1494kHz（岡山局 出力10kW） - NHK大阪第1放送：666kHz（大阪局 出力100kW） - NHK大阪第2放送：828kHz（大阪局 出力300kW） - MBSラジオ：1179kHz（大阪局 出力50kW） - 朝日放送ラジオ：1008kHz（大阪局 出力50kW） - ラジオ大阪：1314kHz（大阪局 出力50kW） | - NHK岡山FM放送：88.7MHz（岡山局 出力1kW） - FM岡山：76.8MHz（岡山局 出力1kW） |

## 名所・旧跡・観光・祭事・行事

### 名所・旧跡
- 神櫛王墓 - 景行天皇の王子で讃岐国の国造の始祖神櫛王の墓所。宮内庁管理で牟礼地区との境に位置する。
- 喜岡寺 - 旧喜岡城跡。当時この城の別名は高松城であり、1590年（天正18年）に生駒親正が現在の高松城を築城するまではここを高松城と呼んでいた。1335年（建武2年）に高松頼重が築城し、1585年（天正13年）仙石秀久によって落城した。

### 観光・レジャー
- 高松市立東部運動公園

屋島（屋島地区）のお膝元であるが観光の面では地区内には主だった観光施設はない。その多くは屋島の麓である屋島地区内に位置している。